# Franz Hoowaarts
Franz Hoowaarts SVD (* 19. Juli 1878 in Bottrop; † 24. März 1954) war ein römisch-katholischer Priester, Steyler Missionar und Diözesanbischof von Tsaochowfu in China.

## Leben
Franz Hoowaarts wurde 1878 in Bottrop, damals dem Bistum Münster zugehörig geboren. 1893 trat er im Alter von 14 Jahren dem Orden der Steyler Missionare (SVD) bei. Am 24. Februar 1905 wurde er zum Priester geweiht. Seine Primiz feierte er in der alten Herz-Jesu-Kirche seiner Heimatgemeinde Herz-Jesu in Bottrop. Im selben Jahr ging er als Missionar nach Südschantung. 14 Jahre war er Dekan in Shanshien.
Am 12. November 1934 wurde er von Papst Pius XI. zum Apostolischen Vikar von Tsachowful und zum Titularbischof von Ucres ernannt. Am 24. Februar 1935 wurde Hoowaarts dann durch den Apostolischen Vikar von Yenchowfu Augustin Henninghaus SVD in der Kathedrale von Yenchowfu zum Bischof geweiht. Kokonsekratoren waren der Apostolische Administrator von Tsingtao Georg Weig SVD und der Apostolische Administrator von Sinyangchow Hermann Schoppelrey SVD. Mit der Erhebung des Apostolischen Vikariates zur Diözese Caozhou am 11. April 1946 wurde Hoowaarts erster Diözesanbischof.
1948 musste er vor den Kommunisten nach Shanghai fliehen und Ende 1951 reiste er nach Europa zurück. Er starb am 24. März 1954 und wurde auf dem Friedhof des Missionshauses St. Michael der Steyler Missionare in Steyl in den Niederlanden beigesetzt. Nach seinem Tod war der Bischofssitz bis zur Ernennung von Joseph Wang Dian Duo 1994 vakant.